# Flakpanzer I

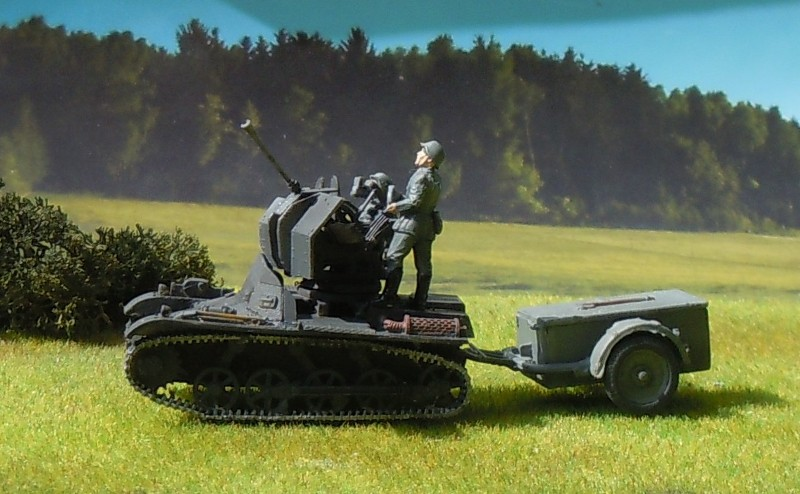
Flakpanzer I (Modell)

Der Flakpanzer I war eine zu Beginn des Zweiten Weltkrieges als Kleinserie gebaute Flugabwehr-Selbstfahrlafette auf dem Fahrgestell des bereits veralteten Panzerkampfwagens I A.

## Entwicklung
Während des Frankreich-Feldzuges erkannte man, dass die motorisierte Flak des Heer, die sogenannte Heeres-Fla, mit den Sd.Kfz. 10/4 zwar beweglich genug war, doch das Fehlen jeglicher Panzerung beim Einsatz nahe der Front ein großes Risiko für die Besatzungen mit sich brachte.
Die noch im Aufbau befindliche deutsche Panzertruppe konnte nach Kriegsbeginn keine der Fahrgestelle der dringend benötigten größeren Panzertypen für die Entwicklung einer gepanzerten Selbstfahrlafette abgeben. Die einzigen Panzerfahrgestelle, die verzichtbar geworden waren, waren die der frühen Ausführung der Panzerkampfwagen I. Die Produktion dieser Fahrzeuge hatte fünf Jahre zuvor begonnen und es waren über tausend dieser Fahrgestelle produziert worden. Angesichts der rasanten technischen Weiterentwicklung in der Rüstung dieser Zeit waren Bewaffnung, Fahrwerk und Panzerschutz auf dem Gefechtsfeld inzwischen als unzureichend eingestuft worden.
Das Heereswaffenamt befand jedoch im Jahr 1940, dass die Fahrzeugwannen ausreichen sollten, um kleinere Flakgeschütze darauf zu montieren. Zumal keine anderen Fahrgestelle verfügbar waren. Der genaue Ablauf der Entwicklung ist heute anhand derzeit bekannter Dokumente nicht mehr nachvollziehbar. Laut einer Quelle wurden Alkett und Daimler-Benz mit dem Umbau der Fahrzeuge beauftragt, doch wurde nach dem Krieg berichtet, dass die Firma Stoewer in Stettin Umbauten durchgeführt hätte.

### Produktion
Beauftragt wurde ein Kleinserie von 24 Fahrzeugen, mit denen dann drei Kompanien ausgerüstet werden konnten. Die Fahrzeuge für den Umbau erhielt man von der 1. Kompanie der Munitionstransport Abteilung (gep) 610. Dieser Verband stellte auch Besatzungen für die 2. Kompanie des nun neu aufgestellten Fla.-Bataillon (mot) 614.
Es mussten im Umbau einige Herausforderungen bewältigt werden, auf der Geschützplattform und im Fahrzeug mussten nun fünf statt zwei Personen untergebracht werden, zur Mannschaft gehörten im Einsatz als Flugabwehrgeschütz sogar drei weitere Soldaten (Fahrer, Beifahrer, Geschützführer), S1 (Richtschütze), S2, S3 und S4 (Ladeschützen), S5 (Beobachter mit Entfernungsmesser). Es musste eine tragfähige Plattform montiert werden (abklappbare Seitenwände), der Frontschild musste höher gezogen werden, die Motorbelüftung musste neu konzeptioniert werden.

## Technische Beschreibung
Beim Umbau Teile des Frontaufbaus und die komplette Motorabdeckung entfernt wurden, um eine größere Trittfläche zu gewinnen. Um eine günstige Schwerpunktlage für die Flak zu erreichen, wurde die Frontpanzerung des Aufbaus um etwa 18 cm nach vorne verschoben. Die seitlichen Klappen bestanden aus einfachem Blech und boten somit keinen wirklichen Schutz, vielmehr konnten diese zur Vergrößerung der Standfläche heruntergeklappt werden. Um mehr Platz zu schaffen, wurde außerdem das Funkgerät ausgebaut; die Verständigung erfolgte nun mit Handzeichen. Ausgerüstet waren die Panzer mit der 2-cm-Flak 38, zudem verfügten die Panzerbesatzungen noch über Nahkampfwaffen wie Karabiner. Um dem Fahrer den Einstieg zu erleichtern, wurde das Flakgeschütz leicht nach rechts versetzt. Die Munition wurde vor allem unter dem Sitz des Fahrers im Innenraum des Fahrzeuges sowie hinter dem Ladeschützen verstaut, jedoch ist unbekannt, wie viel Munition tatsächlich mitgeführt wurde. Da der Platz im Fahrzeug sehr beengt war, wurde dem Fahrzeug zusätzlich eine Anhängerkupplung für den regulär für diese Flak verwendeten Sonderanhänger 51 montiert. Im Anhänger wurden zusätzliche Munition sowie Ersatzrohre für die Flak transportiert.

## Einsatz
Die einzige Einheit, die mit dem Flakpanzer I ausgerüstet wurde, war das Fla.-Btl.(mot) 614. Sie wurde 1941 in Altwarp aufgestellt und im gleichen Jahr nach Rumänien in den Raum Jassy verlegt. Bei Beginn des Angriffs auf die Sowjetunion wurde das Bataillon bei der Heeresgruppe Süd eingesetzt. Dort konnten die Fahrzeuge einige Abschüsse erzielen. Sie wurden aber vor allem im Erdkampfeinsatz gegen Bodenziele eingesetzt und erlitten dabei hohe Verluste, da die Besatzungen dem feindlichen Feuer schutzlos ausgeliefert waren. Die einzelnen Kompanien wurden für diese Einsätze auf andere Einheiten aufgeteilt, wodurch es heute nur sehr wenige Aufzeichnungen über die Einsätze gibt. Das ganze Bataillon ging im Jahre 1943 in Stalingrad unter, wobei die meisten Fahrzeuge womöglich schon vorher aus verschiedenen Gründen aufgegeben oder schlichtweg vernichtet wurden.